# Aedes madagascarensis
Aedes madagascarensis är en tvåvingeart som beskrevs av Someren 1949. Aedes madagascarensis ingår i släktet Aedes och familjen stickmyggor.
Artens utbredningsområde är Madagaskar. Inga underarter finns listade i Catalogue of Life.